# Magny-Fouchard
Magny-Fouchard ist eine französische Gemeinde mit 261 Einwohnern (Stand: 1. Januar 2022) im Département Aube in der Region Grand Est. Sie gehört zum Kanton Vendeuvre-sur-Barse und zum Arrondissement Bar-sur-Aube.

## Lage
Magny-Fouchard liegt etwa 42 Kilometer ostsüdöstlich von Troyes.
Umgeben wird Magny-Fouchard von den Nachbargemeinden Vauchonvilliers im Norden, Maison-des-Champs im Osten, Spoy im Osten und Südosten, Meurville im Südosten, Longpré-le-Sec und Montmartin-le-Haut im Süden und Südwesten, Puits-et-Nuisement im Westen und Südwesten sowie Vendeuvre-sur-Barse im Westen.

## Bevölkerungsentwicklung
| Jahr                      | 1962 | 1968 | 1975 | 1982 | 1990 | 1999 | 2006 | 2011 | 2016 |
| ------------------------- | ---- | ---- | ---- | ---- | ---- | ---- | ---- | ---- | ---- |
| Einwohner                 | 196  | 210  | 188  | 215  | 225  | 199  | 241  | 297  | 270  |
| Quelle: Cassini und INSEE |      |      |      |      |      |      |      |      |      |

## Sehenswürdigkeiten

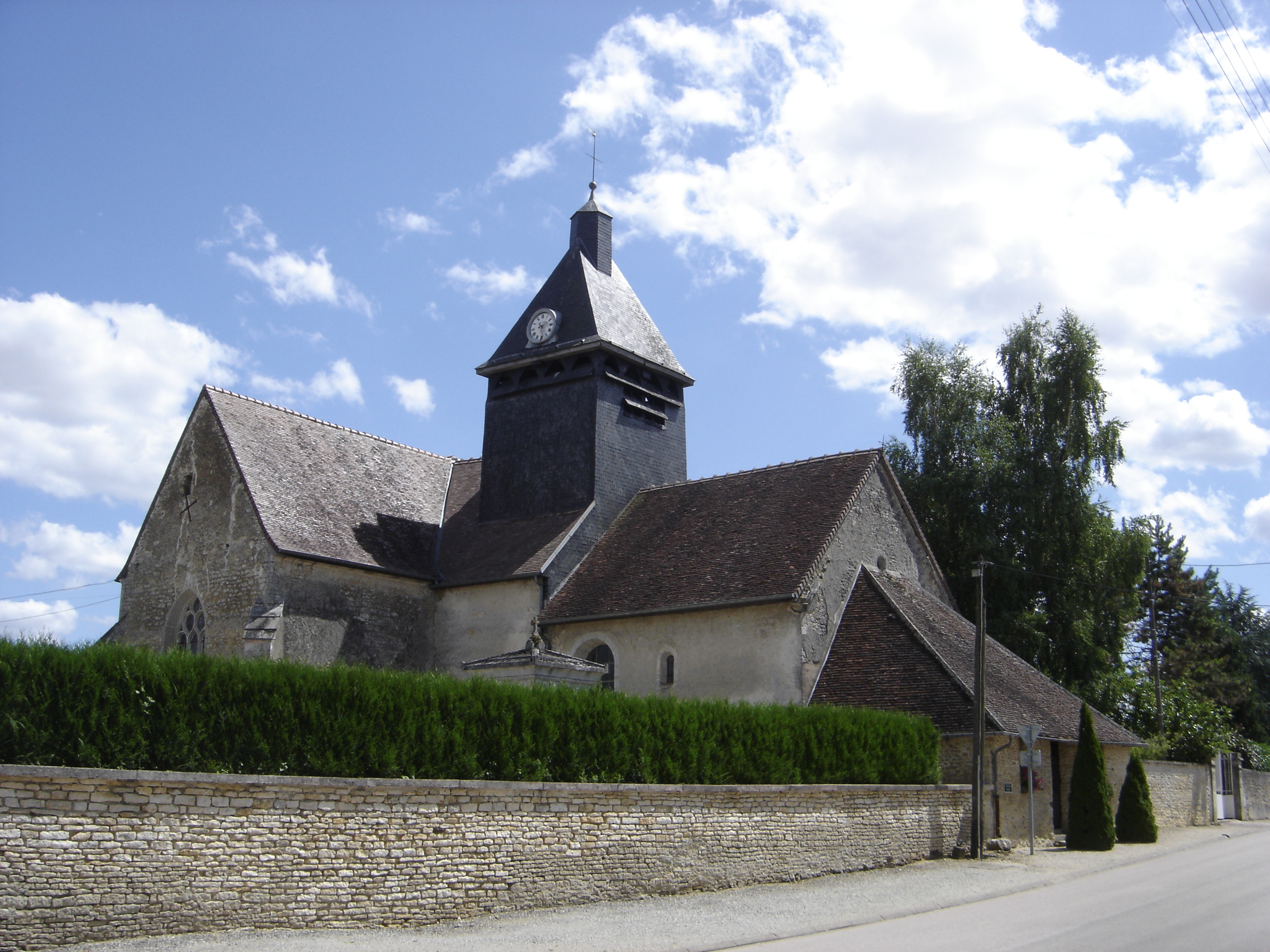
Kirche Sainte-Madeleine

- Kirche Sainte-Madeleine
- Schloss